# 와일드 오키드
와일드 오키드(Wild Orchid)는 1990년 미국 영화이다. 미모와 지성을 갖춘 젊은 여 변호사가 진실하고도 격렬한 사랑에 눈뜨기까지의 과정을 그렸다.
카메라 앞에서 실제 섹스를 했다는 클라이막스 장면이 논란이 되기도 하였다.

## 출연

### 주연
- 미키 루크

### 조연
- 재클린 비셋

## 기타
- 프로듀서: 레스터 버맨
- 협력프로듀서: 로버트 H. 레머
- 의상: 말린 스튜어트
- 의상: 아이린 멜처

## 같이 보기
- 그레이의 50가지 그림자 (영화)